# 티파니 볼링
티파니 볼링(Tiffany Bolling, 1946년 2월 6일 ~ )은 미국의 배우, 모델, 가수이다.

## 영화
- 비전 (1996년)
- 황홀한 연인 (1984년)
- 뜨거운 여인들 (1982년)
- 거미들의 왕국 (1977년)
- 일렉트라 우먼 앤 다이나 걸 - 76년 TV시리즈 (1976년)
- 미녀 삼총사 (1976년)
- 와일드 파티 (1975년) - 케이트 역
- 위키드, 위키드 (1973년)